# Henk Angenent (voetballer)
Henk Angenent (Haarlem, 14 maart 1930 – Culemborg, 26 december 1977) was een Nederlands voetballer. Hij speelde voor Stormvogels, SC Emma, Fortuna '54, Haarlem, DHC en Blauw-Wit. Hij kwam een keer uit voor het Nederlands elftal. 

## Loopbaan

### Beginjaren
Hij begon als negenjarige junior bij Vliegende Vogels in Haarlem. Al op zijn veertiende maakte hij zijn debuut in het eerste elftal. Hij zou zes jaar spelen voor de vierdeklasser. Vliegende Vogels werd in 1952 ontbonden. Twee jaar eerder zocht hij het hogerop bij Stormvogels in IJmuiden.

### Stormvogels
In zijn eerste seizoen 1950/51 kwam hij uit voor het tweede elftal. Een jaar later brak hij door in de hoofdmacht en Stormvogels pakte het kampioenschap in de Tweede klasse. Angenent werd clubtopscorer met zeventien treffers. Via de nacompetitie keerde Stormvogels terug naar de Eerste klasse waaruit de club drie jaar eerder was gedegradeerd. Op tweede pinksterdag 2 juni 1952 eindigde de beslissende wedstrijd tegen Volendam in een 3-0 zege.
Alhoewel Angenent afkomstig was uit een lagere klasse, paste hij zich snel aan het hogere niveau aan. Hij beleefde met Stormvogels, dat als tweede eindigde, een geslaagde rentree in de Eerste klasse. Hij speelde in de voorhoede samen met oud-international Guus Dräger en Jan Snoeks terwijl de nationale keeper Piet Kraak het doel verdedigde. Angenent scoorde in zijn eerste jaar op het hoogste platform dertig doelpunten in 26 wedstrijden.

### Zuid-Limburg
Hij verhuisde na dat seizoen naar Zuid-Limburg waar hij ging spelen bij SC Emma uit Treebeek dat uitkwam in de Tweede klasse. Ook Peter Stephan van Heracles was aangetrokken. Ondanks de 32 doelpunten van Angenent lukte het SC Emma niet om kampioen te worden. De club was samen bovenaan geëindigd met SV Kerkrade. De beslissingswedstrijd op 27 mei 1954 op het volgepakte Limburgia-terrein verloor SC Emma met 0-1.
Angenent had overschrijving aangevraagd naar zijn vorige club Stormvogels, maar die trok hij weer in. Hij besloot in Zuid-Limburg te blijven omdat hij een profcontract kon tekenen bij Fortuna '54 dat ging uitkomen in de ‘wilde’ profcompetitie van de NBVB.

### Fortuna '54
Angenent stond met Fortuna '54 aan kop van de NBVB-ranglijst toen half november 1954 de competitie werd stilgelegd. De aanvaller, die meestal als rechtsbuiten stond opgesteld, scoorde acht keer in elf duels. De NBVB ging een fusie aan met de KNVB waardoor op 27 november 1954 een geheel nieuwe competitie van start ging. Fortuna '54 eindigde als derde in de Eerste klasse B en met 23 doelpunten was hij de clubtopscorer.
Het beste jaar voor Fortuna '54 was het eerste Eredivisieseizoen 1956/57. De club uit Geleen finishte als tweede achter landskampioen Ajax en Angenent scoorde 22 keer. Fortuna '54 won dat seizoen ook de KNVB Beker door Feijenoord in de finale op 16 juni 1957 met 4-2 te verslaan. Appel scoorde drie keer en Angenent eenmaal..

### International
Op 30 januari 1957 speelde hij zijn enige interland voor het Nederlands elftal. Hij was de vervanger van zijn geblesseerde ploeggenoot Bram Appel. Voor 105.000 toeschouwers in het Bernabéustadion in Madrid verloor Nederland, dat destijds geleid werd door coach George Hardwick, met 5-1 van Spanje. Angenent kwam daarnaast twee keer uit voor Nederland–B. 

### Afscheid Fortuna '54
Hij speelde acht seizoenen voor Fortuna '54. Vier keer was hij de clubtopscorer maar in zijn laatste jaren nam de productiviteit af. Toch was hij met 122 treffers in 231 competitieduels met ruime voorsprong de topschutter uit de clubhistorie.  
Hij keerde in 1962 terug naar zijn geboorteplaats en ging spelen voor Haarlem dat in de 
Tweede divisie uitkwam. Haarlem werd kampioen maar liep in de nacompetitie promotie mis. Angenent liet zich op de transferlijst zetten en vertrok naar DHC dat in de Eerste divisie uitkwam.

### Zijspoor bij DHC
Angenent speelde op zaterdag 5 oktober 1963 in een jubileumwedstrijd mee met de oud-internationals. Het was daags voor een competitiewedstrijd en hij had dit niet gemeld bij zijn club. Omdat hij scoorde in deze wedstrijd (2-2) kwam zijn naam in de publiciteit. De clubleiding van DHC was er niet van gediend en zette hem terug naar het tweede elftal. Enkele weken later werd hij geschorst omdat hij trainingen had gemist. Hij keerde na vier maanden afwezigheid weer terug bij DHC en speelde mee in het slot van de competitie. Daarna vertrok hij naar Blauw-Wit waar hij zijn laatste seizoen als profvoetballer doorbracht.
Na zijn loopbaan was hij als trainer actief voor Velox en de amateurvereniging CVV Vriendenschaar uit Culemborg waar hij in april 1975 moest opstappen.
Henk Angenent overleed op tweede kerstdag 1977 op 47-jarige leeftijd na een langdurige ziekte. Hij werd begraven op de Noorderbegraafplaats in Haarlem.
Vlak voor zijn dood hielden oud-ploeggenoten van Fortuna '54 een benefietwedstrijd voor het levensonderhoud van zijn gezin.

## Clubstatistieken
| Seizoen | Club        | Land      | Competitie              | Competitie | Competitie | Beker | Beker | Internationaal | Internationaal | Overig | Overig | Totaal | Totaal |
| Seizoen | Club        | Land      | Competitie              | Wed.       | Dlp.       | Wed.  | Dlp.  | Wed.           | Dlp.           | Wed.   | Dlp.   | Wed.   | Dlp.   |
| ------- | ----------- | --------- | ----------------------- | ---------- | ---------- | ----- | ----- | -------------- | -------------- | ------ | ------ | ------ | ------ |
| 1951/52 | Stormvogels | Nederland | Tweede klasse A West I  | 17         | 18         | –     | 0     | 0              | 0              | 4      | 1      | 21     | 19     |
| 1952/53 | Stormvogels | Nederland | Eerste klasse B         | 26         | 30         | –     | 0     | 0              | 0              | 0      | 0      | 26     | 30     |
| 1953/54 | SC Emma     | Nederland | Tweede klasse A Zuid II | 20         | 32         | –     | 0     | 0              | 0              | 1      | 0      | 21     | 32     |
| 1954/55 | Fortuna '54 | Nederland | NBVB (afgebroken)       | 11         | 8          | –     | –     | 0              | 0              | 0      | 0      | 11     | 8      |
| 1954/55 | Fortuna '54 | Nederland | Eerste klasse B         | 24         | 23         | –     | –     | 0              | 0              | 0      | 0      | 24     | 23     |
| 1955/56 | Fortuna '54 | Nederland | Hoofdklasse A           | 22         | 17         | –     | –     | 0              | 0              | 0      | 0      | 22     | 17     |
| 1956/57 | Fortuna '54 | Nederland | Eredivisie              | 34         | 22         | 7     | 7     | 0              | 0              | 0      | 0      | 41     | 29     |
| 1957/58 | Fortuna '54 | Nederland | Eredivisie              | 34         | 16         | 2     | 0     | 0              | 0              | 0      | 0      | 36     | 16     |
| 1958/59 | Fortuna '54 | Nederland | Eredivisie              | 32         | 16         | 3     | 3     | 0              | 0              | 0      | 0      | 35     | 19     |
| 1959/60 | Fortuna '54 | Nederland | Eredivisie              | 26         | 7          | –     | –     | 0              | 0              | 0      | 0      | 26     | 7      |
| 1960/61 | Fortuna '54 | Nederland | Eredivisie              | 28         | 8          | 2     | 0     | 0              | 0              | 0      | 0      | 30     | 8      |
| 1961/62 | Fortuna '54 | Nederland | Eredivisie              | 20         | 5          | –     | 0     | 0              | 0              | 0      | 0      | 20     | 5      |
| 1962/63 | Haarlem     | Nederland | Tweede divisie B        | 32         | 19         | 1     | 1     | 0              | 0              | 5      | 3      | 38     | 23     |
| 1963/64 | DHC         | Nederland | Eerste divisie          | 12         | 3          | 1     | 0     | 0              | 0              | 0      | 0      | 13     | 3      |
| 1964/65 | Blauw-Wit   | Nederland | Eerste divisie          | 15         | 3          | 2     | 1     | 0              | 0              | 0      | 0      | 17     | 4      |
| Totaal  | Totaal      | Totaal    | Totaal                  | 353        | 227        | 18    | 13    | 0              | 0              | 10     | 4      | 381    | 244    |

## Erelijst
Fortuna '54
| Nationaal  |    |         |
| KNVB Beker | 1x | 1956/57 |

 Haarlem
| Nationaal      |    |         |
| Tweede divisie | 1x | 1962/63 |

## Persoonlijk
De voetballer Henk Angenent was (verre) familie van de schaatser Henk Angenent. De voetballer en de vader van de schaatser waren achterneven van elkaar.